# آرثر وليام روكر
آرثر وليام روكر (بالإنجليزية: Arthur William Rucker)‏ (و. 1848 – 1915 م) هو فيزيائي من المملكة المتحدة .
وكان عضواً في الجمعية الملكية .

## التعليم
تعلم في كلية براسينوز ‏

## جوائز
حصل على جوائز منها:
- زمالة الجمعية الملكية
- قلادة ملكية.